# Roland Verwey
Roland Verwey (* 27. Dezember 1981 in Duisburg) ist ein ehemaliger deutscher Eishockeyspieler, der zuletzt bei den Krefeld Pinguinen in der Deutschen Eishockey Liga spielte und seine Karriere nach 9 Jahren dort, nach der Saison 2013/14 beendete.

## Karriere

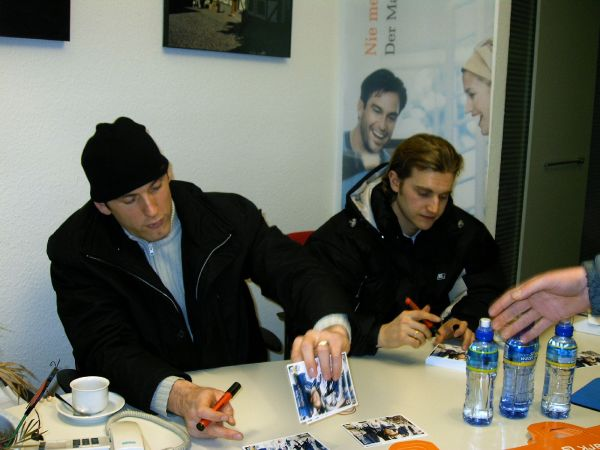
Roland Verwey (l.) mit Teamkollege Franz-David Fritzmeier bei einer Autogrammstunde 2004

Verwey begann seine professionelle Laufbahn bei seinem Heimatverein EV Duisburg, für deren Profimannschaft der damals 16-Jährige in der Saison 1997/98 zu ersten Einsätzen kam. In der folgenden Saison 1998/99 wechselte der Linksschütze zu den Moskitos Essen, bei denen er allerdings nur zu einem einzigen Zweitligaspiel kam und dabei keinen Punkt erzielen konnte. Im folgenden Jahr konnte Verwey bei dem aufgestiegenen Verein seine ersten 27 DEL-Partien absolvieren, wurde jedoch ohne Scorerpunkt zur Saison 2000/01 wieder zu den Junioren geschickt.
Zur Saison 2001/02 wechselte der Angreifer zum Ligakonkurrenten Iserlohn Roosters, wo er unter Greg Poss erstmals reguläre Einsatzzeit verbuchen konnte. In 59 Spielen schoss Verwey zwei Tore und konnte ein weiteres vorbereiten. In der folgenden Spielzeit enttäuschte der Angreifer jedoch in einem ansonsten überraschend stark spielenden Team, konnte den negativen Trend jedoch in der Saison 2003/04 mit fünf Toren und sechs Assists umkehren und seine bis dato beste Saisonleistung erzielen.
Zur Saison 2005/06 folgte Roland Verwey seinem bisherigen Co-Trainer Teal Fowler, der das Traineramt bei den Krefeld Pinguinen übernahm und unterschrieb bei den Rheinländern einen Vertrag bis 2011. Im Februar 2011 verlängerte Verwey seinen Vertrag bei den Krefeld Pinguinen um zwei Jahre bis zum Saisonende 2012/13 und Ende Mai wurde sein Vertrag um eine weitere Spielzeit bis zum Saisonende 2013/14 verlängert. Nach der Saison gab Roland Verwey sein Karriereende bekannt.

## Karrierestatistik
(Legende zur Spielerstatistik: Sp oder GP = absolvierte Spiele; T oder G = erzielte Tore; V oder A = erzielte Assists; Pkt oder Pts = erzielte Scorerpunkte; SM oder PIM = erhaltene Strafminuten; +/− = Plus/Minus-Bilanz; PP = erzielte Überzahltore; SH = erzielte Unterzahltore; GW = erzielte Siegtore; 1 Play-downs/Relegation; Kursiv: Statistik nicht vollständig)

BL inklusive Vorgängerligen „1. Liga“ (1994–1995) und „Bundesliga“ (1998–1999)